# Parrhasius orgiophantes
Parrhasius orgiophantes är en fjärilsart som beskrevs av Clench 1979. Parrhasius orgiophantes ingår i släktet Parrhasius och familjen juvelvingar. Inga underarter finns listade i Catalogue of Life.